# B.1.526
A B.1.526, também conhecida como variante Iota, é uma das variantes do SARS-CoV-2, o vírus que causa o COVID-19. Foi detectado pela primeira vez na cidade de Nova York em novembro de 2020. A variante apareceu com duas mutações notáveis: a mutação de pico E484K, que pode ajudar o vírus a evitar anticorpos, e a mutação S477N, que pode ajudar o vírus a se ligar mais fortemente às células humanas. 
Em fevereiro de 2021, havia se espalhado rapidamente na região de Nova York e era responsável por cerca de uma em cada quatro sequências virais. Em 11 de abril de 2021, a variante foi detectada em pelo menos 48 estados dos EUA e 18 países.
De acordo com o esquema de nomenclatura simplificado proposto pela Organização Mundial da Saúde, B.1.526 foi rotulado como variante Iota e é considerado uma variante de interesse (VOI), mas ainda não uma variante de preocupação.

## Mutações
O genoma Iota (B.1.526) contém as seguintes mutações de aminoácidos, todas no código da proteína de pico do vírus: L5F, T95I, D253G, E484K, D614G e A701V.

## História
O aumento da variante Iota foi capturado por pesquisadores da Caltech por meio da varredura de mutações em um banco de dados conhecido como GISAID, uma iniciativa científica global que documentou mais de 700.000 sequências genômicas de SARS-CoV-2.
A proporção de casos nos EUA representados pela variante Iota diminuiu drasticamente no final de julho de 2021, quando a variante Delta se tornou dominante.